# Christian Horrebow
Christian Horrebow (født 15. april 1718 i København, død 19. september 1776 sammesteds) var en dansk astronom.
Horrebow, som var søn af professor Peder Nielsen Horrebow (død 1764), blev student 1732 og magister 1738. Han blev 1743 professor designatus og overtog 1753 fuldstændigt faderens embede som professor og direktør for Observatoriet. Horrebows videnskabelige virksomhed indskrænkede sig vel for en del til de den gang almindelige disputatser på Københavns Universitet over emner, som undertiden var arvede fra faderen, men han var også i stand til selvstændige arbejder; han synes således at have været den første, der antog, at solpletterne forekom periodisk; 1776 indfører han en notits derom, og ved et eftersyn af observatoriets gamle dagbøger har det vist sig, at Horrebow har fortsat disse undersøgelser i adskillige år.
En anden sag, hvormed han beskæftigede sig en del, var undersøgelser over formler til bestemmelse af påsken. I Horrebows embedstid indtraf de 2 Venuspassager 1761 og 1769. Den første af disse blev observeret af Horrebow i København og daværende observator Thomas Bugge i Trondhjem. På grund af tidsbestemmelsernes usikkerhed kom der intet resultat af deres observationer. Den næste Venuspassage bragte intet bedre resultat. I København tillod omstændighederne ingen observation, og i Norge vides der ikke at være udrettet noget af de danske udsendinge, Horrebows broder Peder og Ole Nicolai Bützow.
Horrebow, der 1761 var blevet udnævnt til justitsråd og 1769 til etatsråd, døde i 1776. Han havde 25. oktober 1754 ægtet Anna Barbara Langhorn (født 1735, død 1812), datter af oberstløjtnant Magnus Langhorn. I ægteskabet fødtes sønnerne Magnus og Otto Horrebow.